# Bowie ninhbinh
Bowie ninhbinh (лат.) — вид блуждающих пауков рода Bowie (Ctenidae). Встречается во Вьетнаме (провинция Ниньбинь).

## Описание
Пауки средних размеров, длина около 1 см. Красновато-коричневый до желтоватого с тёмными узорами. Дорсальная сторона просомы с характерной более светлой срединной полосой, расширенной за глазами и с некоторыми белыми волосками, с нечёткими радиальными метками. Стернум и тазики желтоватые, лабиум коричневый, а гнатококсы коричневые с тёмными узорами. Хелицеры красновато-коричневые с продольными линиями. Ноги красновато-коричнево-желтоватые. Дорсальная сторона опистосомы желтоватая с чёрными пятнами. Латеральная часть опистосомы желтоватая с более тёмными пятнами. Вентральная часть опистосомы желтоватая с тёмными узорами.

## Таксономия и этимология
Вид был впервые описан в 2022 году. Видовое название происходит от типового места обнаружения (Ninh Binh, провинция провинция Ниньбинь, Вьетнам). Внешне сходен с видом Bowie dodo.